# سان خوان ليس فونتس
بلدية سان خوان ليس فونتس (بالإسبانية: San Juan les Fonts) هي بلدية تقع في مقاطعة جرندة التابعة لمنطقة كتالونيا شمال شرق إسبانيا.

## الديموغرافيا
بلغ عدد سكان بلدية سان خوان ليس فونتس 2.877 نسمة عام 2011 (وفقاً للمعهد الوطني الإسباني للإحصاء).
| 2.745 | 2.775 | 2.735 | 2.631 | 2.697 | 2.787 | 2.877 |

## أعلام
- كارلوس تورنت